# すき入紙製造取締法
すき入紙製造取締法（すきいれがみせいぞうとりしまりほう、昭和22年法律第149号）は、紙幣等偽造防止のため、すき入紙（透かしを入れた紙）の無許可製造自体を取り締まることに関する日本の法律で、刑法に対する特別法である。

現在の日本の収入印紙に入っている偽造防止の色付きの毛は「すき」ではないので注意。